# Sniper (groupe)
Pour les articles homonymes, voir Sniper (homonymie).
Sniper est un groupe de hip-hop français, originaire de Deuil-la-Barre, dans le Val-d'Oise, formé en 1997. Il est composé de Tunisiano (Bachir Baccour) et d'Aketo (Ryad Selmi). Blacko (Karl Appela) en est un ancien membre. DJ Boudj (Mohamed Ali Kebaier ndr.) faisait également partie du groupe pour les deux premiers albums, DJ ROC-J lui a succédé.
Sniper se popularise dans les années 2000 et connait une grande notoriété avec les albums Du rire aux larmes (2001), Gravé dans la roche (2003) et Trait pour trait (2006). En 2009, ses membres se séparent ; ils reviennent en 2011 avec l'album À toute épreuve sans Blacko et Personnalité suspecte vol.1 en 2018.
En 2019, Sniper annule sa tournée en France lorsque Blacko, qui avait déjà quitté le groupe entre 2007 et 2015, annonce sa volonté de partir à nouveau.

## Biographie

### Débuts (1997)
La genèse de Sniper remonte à l'édition 1997 des Francofolies de La Rochelle. C’est là que DJ Boudj et les trois rappeurs Aketo, Tunisiano et Blacko se forment en tant que groupe,,, qu’ils appelleront initialement « Personnalité suspecte »[réf. nécessaire]. Ils abrègent ensuite ce nom en « Persni » pour finalement aboutir à Sniper.
Tunisiano, originaire de La Sourde, une petite résidence HLM au sud du Val-d'Oise, et fondateur du groupe Sniper, intègre à 16 ans M Group qu'il quitte en 1997 pour rejoindre le collectif Comité de Deuil, dans lequel il rencontre Blacko. Aketo est aussi originaire de la Galathée à Deuil-la-Barre et avait intégré à l’âge de 13 ans le Comité de Deuil. M Group lui offre sa première apparition discographique sur le mini album Tu disais quoi ?. Blacko est né à Montfermeil et possède un passé déjà chargé dans le milieu du rap : KDM, Kaotik, Comité de Deuil, Personnalité Suspecte où il développe ses facilités pour le reggae hip-hop[réf. souhaitée].
Les trois membres forment un groupe complémentaire : Aketo et Tunisiano développent plutôt un style rap, Blacko privilégie une approche ragga/reggae, tandis que DJ Boudj s'occupe des scratchs. Ils débutent en faisant quelques apparitions sur diverses mixtapes et compilations telles que The Power of Unity puis Première classe et B.O.S.S (Exercice de style)[réf. souhaitée].

### Du rire aux larmes(2001–2003)
Le groupe publie son premier album, Du rire aux larmes, le 30 janvier 2001, qui rencontre un franc succès dans le milieu underground parisien, et compte plus de 200 000 exemplaires vendus. Deux singles sortiront la même année : Du rire aux larmes et Pris pour cible.

### Gravé dans la roche(2003–2005)
En 2003, la sortie du single Gravé dans la roche, largement diffusé sur les radios Skyrock et NRJ, marquera la découverte du groupe Sniper à l'ensemble de la France. L'album Gravé dans la roche sera ainsi vendu à plus de 600 000 exemplaires, et sera certifié double disque de platine,. Le titre Sans (re)pères, traitant de la séparation des parents vue par leurs enfants, connaîtra un gros succès, témoin de la sincérité des artistes. Cet album créera des tensions entre le groupe et le gouvernement, notamment à cause du titre Jeteur de pierres. Blacko fera sur cet album un titre solo, dans un style musical plus reggae, Trop vite. Néanmoins, certains partis politiques d'extrême droite tentent d'interdire le groupe, et provoquent l'annulation de certains de ses concerts à la suite de la sortie de l'album, notamment à Mulhouse.

### Trait pour trait(2005–2007)
Après trois ans d'absence devant le grand public, Sniper revient avec un troisième album, marqué par la séparation avec DJ Boudj[réf. souhaitée]. L'album est devenu disque de platine.

### Première séparation (2007–2010)
En trois albums, les Sniper s'imposent, en s'intéressant à de nombreux sujets, tous aussi différents les uns que les autres, tels que la religion, l'amour, le conflit israélo-palestinien, la rancune, les différentes injustices et inégalités, l'immigration, la vie difficile dans les banlieues, le vrai/faux rêve de l'Occident, et le racisme[réf. souhaitée].
Dans le roman épistolaire de Lionel Labosse, Karim et Julien, l'un des personnages, Karim, se livre à une critique approfondie de l'album Gravé dans la roche, dont il cite plusieurs extraits (p. 60 à 64).
Le groupe subit des influences hétéroclites[réf. souhaitée] : du rap à l'ancienne, notamment sous l'influence d'Aketo, des textes en arabe, chantés par Tunisiano, mais aussi par la touche de reggae qu'apporte Blacko. Blacko annonce le 20 février 2008 qu'il s'était séparé du groupe depuis juillet 2007. Le titre bonus Intersection sur l'album solo de Tunisiano est ainsi le dernier à représenter le groupe Sniper au complet. En 2009, la mixtape C'est pas fini, où les chansons sont sélectionnées et mixées par DJDiao, est publiée.
Dans le film L'École pour tous, on entend la chanson Gravé dans la roche.

### À toute épreuve(2010–2013)
En 2010, Tunisiano et Aketo annoncent sur le blog de Tunisiano le retour de Sniper. Travaillant sur un prochain album, Sniper, délaissé par Karl Appela (Blacko) et DJ Boudj, fera son retour en 2011 au sein du rap français. En 2011, les premiers extraits de leur prochain album Le Blues de la Tess et Arabia sont publiés. L'album À toute épreuve, dont la sortie est prévue le 3 octobre 2011, annonce le retour d'Aketo et de Tunisiano. Un premier single Le Blues de la tess avec son clip sort le 15 avril 2011 sur la chaîne YouTube du groupe (SNIPTV). Le deuxième single, Arabia sort le 22 avril 2011 à la suite des tensions liées au pays du Maghreb au début de l'année 2011. Les rappeurs Sinik, Rim-K, Médine, Mokless, Leck, Haroun, l'Algérino et Mister You participeront au remix officiel de cette chanson, qui constitue le troisième extrait de leur nouvel album. Puis sort le titre Fadela, quatrième extrait de l'album, et le cinquième J'te parle avec Soprano produit par les compositeurs de HK Corp Music. Nouvel album Sans transition prévu pour fin 2013. Les deux rappeurs travaillent sur leurs albums solo respectifs (fin 2012, début 2013).

### Classic TouretPersonnalité Suspecte, vol. 1(2015–2019)
Le 4 février 2015 lors du Planète Rap de Blacko, en présence d'Aketo et de Tunisiano, le groupe annonce une collaboration sur le prochain album de Blacko, Dualité. En mars 2016, le groupe annonce sa reformation pour un concert. 
Le groupe publie son dernier album, Personnalité Suspecte, vol. 1, le 19 octobre 2018.
Il devait y avoir d’autres volumes comme évoqué à commencer par un volume 2, comme Tunisiano et Aketo le disent dans une interview en 2019. Le volume 2 a été confirmé le 19 novembre 2019 par la page officielle de Sniper, mais aussi celle de Tunisiano et d'Aketo sur Instagram pour une sortie le 21 novembre 2019 sur les plateformes de streaming.

### Nouvelle séparation (2019)
Le 21 février 2019, par un communiqué de Tu m'étonnes productions sur Instagram, relayé par Aketo et Tunisiano, le groupe annonce l'annulation des prochaines dates de sa tournée, en raison de la volonté de Blacko de ne pas continuer l'aventure Sniper et de tourner la page du rap afin de se consacrer au reggae.

### Personnalité Suspecte, vol. 2(depuis 2019)
En novembre 2019, Tunisiano et Aketo dévoilent le nouveau morceau Fuck avec Blacko sur leur prochain album annoncé Personnalité Suspecte, vol. 2,,.

## Engagements
Le groupe a soutenu en 2023 le mouvement contre le projet sur les retraites au moment où 300 artistes se sont mobilisés pour demander le retrait immédiat du projet, considéré comme « injuste, inefficace, touchant plus durement les plus précaires et les femmes ». À la suite d'un appel sur Twitter de Guéno Fiasko, il participe à un "concert de soutiens aux grévistes" à 10 euros l'entrée le 8 avril à Pantin avec une cinquantaine d'autres rappeurs, dont Hatik, HoussBad, Double Zulu, Criminls, Médine et Souffrance, toute la recette étant reversée à la caisse de grève nationale,. La veille, Corinne Masiero avait animé à Lille à un cabaret, en soutien aussi à la caisse de grève.

## Polémiques et démêlés judiciaires
Sniper est critiqué à plusieurs reprises pour les paroles ou les clips de chansons telles que La France, Jeteur de pierres ou encore Empire.
En 2003, le ministre de l'Intérieur Nicolas Sarkozy qualifie les membres du groupe de « voyous qui déshonorent la France ». Le journal L'Humanité souligne la possibilité que la démarche de Nicolas Sarkozy ait « conforté les militants d’extrême droite du Bloc identitaire », qui à l'époque menaient campagne pour empêcher le groupe de se produire en faisant pression sur les élus, en particulier Nadine Morano, « en les menaçant, si besoin est, de faire tourner au vinaigre la manifestation culturelle ».
Le ministère dénonce des paroles qui, selon lui, véhiculent une haine de la République, et porte plainte. Sniper est relaxé en décembre 2005 par la cour d'appel de Rouen. Dans une chanson de leur troisième album, La France, itinéraire d'une polémique, qui prend la forme d'une interview menée par le spécialiste du hip-hop Olivier Cachin, et dont le refrain s'inspire de celui qui leur a valu des poursuites, les membres réfutent les accusations de racisme et pointent l'extrême droite et ses pressions sur les cadres de l'UMP.
Pour le sociologue Anthony Pecqueux, La France et Jeteur de pierres (une chanson de 2003 sur le conflit israélo-palestinien) sont écrites dans un style provocateur et contiennent des « saillies immorales » qui évoquent ou reproduisent des violences et des insultes auxquelles des défavorisés se livrent contre des puissances (la police, les gouvernants français, Israël). Pourtant, le contexte de ces paroles qui ont pu indigner opère un « rabattement moral » : au bout d'une révision du point de vue arrive une conclusion convenable, rassurante.
En 2018, le site Conspiracy Watch et la Ligue internationale contre le racisme et l'antisémitisme (LICRA) estiment que le clip de la chanson Empire « présente une tonalité générale marquée au coin de la sous-culture conspirationniste la plus crasse, non dénuée de remugles antisémites ». Ils s'étonnent que le site de Mouv', réseau de Radio France, ait choisi de faire l'éloge du clip, selon lui contestataire, agressif, mais bouleversant.

## Actuels membres
- Tunisiano (depuis 1997)
- Aketo (depuis 1997)
- Dj Roc J (depuis 2016)

## Anciens membres
- DJ Boudj (1997-2004)
- Blacko  (1997-2007, 2015-2019)

## Discographie

### Albums studio
- 2001 : Du rire aux larmes
- 2003 : Gravé dans la roche
- 2006 : Trait pour trait
- 2011 : À toute épreuve
- 2018 : Personnalité suspecte. Vol. 1

### Compilations
- 2009 : C'est pas fini
- 2011 : Best of (1997-2009)

### Singles
- 2000 : Pris pour cible
- 2000 : La France
- 2000 : Faut de tout pour faire un monde
- 2001 : Quand on te dit (avec J Mi Sissoko)
- 2001 : Aketo vs Tunisiano
- 2001 : Brèves de mythomane
- 2001 : Faits Divers
- 2001 : Du Rire aux larmes
- 2002 : On s'en sort bien
- 2002 : Tribal poursuite
- 2002 : La rumba
- 2003 : Gravé dans la roche
- 2003 : Hall Story
- 2003 : Sans (re)pères
- 2003 : Panam Hall Starz (ft. Haroun, G-Kill, Mano Kid Mesa, L'Skadrille, Sinik, Diam's, Salif, Zoxea, Tandem & 113)
- 2003 : Y a pas de mérite
- 2003 : Pourquoi
- 2003 : Jeteur de pierres
- 2006 : Trait pour trait
- 2006 : Brûle (ft. JoeyStarr)
- 2006 : Dans mon monde
- 2006 : La France, Itinéraire d'une polémique
- 2006 : S.N.I
- 2006 : Fallait que je te dise
- 2011 : Blues de la tess
- 2011 : Arabia
- 2011 : Fadela
- 2011 : J'te parle (ft. Soprano)
- 2011 : Blood Diamondz (ft. Sexion d'Assaut)
- 2018 : Sablier
- 2018 : Ensemble
- 2018 : Grandis pas trop vite
- 2018 : Headshot
- 2018 : Empire
- 2018 : Le Doigt là où ça fait mal
- 2019 : Adama
- 2019 : Fuck
- 2020 : Œuvre d'art (feat. Zoxea)

### Apparitions
- 1997 : M Group feat. Sheol (Blacko), Aketo, Cap'Taine Kasfra & Philo - Je viens du 9.5.1.7.0 (sur l'EP de M Group, Tu disais quoi ?)
- 1998 : Sniper - Freestyle (sur la mixtape de DJ Cut Killer, Freestyle 2 vol.2 Banlieues)
- 1999 : Sniper - Exercice de style (sur la compilation B.O.S.S. Vol.1)
- 1999 : Sniper feat. Scalo & Prodige - Même pas 20 piges (sur la compilation Première classe Vol.1)
- 2000 : Sniper - Association de Scarla (sur la mixtape Power of Unity)
- 2000 : K.Special feat. Sniper - Les porcs (sur l'album de K.Special, Cause à effet)
- 2000 : Blacko feat. Nèg' Marrons - La relève (sur la compilation Hostile 2000 Vol.1)
- 2001 : Sniper - Brèves de mythomane (B.O. du film La Vérité si je mens ! 2)
- 2001 : Sniper feat. Eben - Mission suicide (sur la compilation Mission suicide)
- 2001 : Sniper feat. Tandem, Bakar et Eben - Niquer le système (sur la compilation Sachons dire NON Vol.2)
- 2001 : Sniper - La baroufle (sur la compilation Cut Killer show 2)
- 2001 : Sniper - Fais péter ! (sur la mixtape de DJ Boudj, C'est de la bombe 3)
- 2002 : Sniper - Fierté, honneur (sur la compilation Samouraï)
- 2002 : TNT feat. Sniper - On dit quoi (sur l'album de TNT, Flexible comme le roseau)
- 2002 : Monsieur R Ffeat. Sniper, Ol' Kainry, Kamnouze, Tandem, Youssoupha, Al Peco etc. - La lutte est en marche (sur la compilation Sachons dire NON Vol.3)
- 2002 : Les Spécialistes feat. Sniper, Zoxea, Koma, Haroun, Doudou Masta, Amara, Maj Trafyk etc. - Hip Hop citoyens
- 2003 : Sniper feat. Kazkami et Dadoo - Victimes des circonstances (sur la compilation Insurrection)
- 2004 : Sniper feat. Bakar - On revient choquer la France (sur la compilation On revient choquer la France)
- 2004 : Sniper - Live radio (sur la compilation Session freestyle)
- 2004 : Manu Key feat. Blacko - Oublie (sur l'album de Manu Key, Prolifique Vol.1)
- 2004 : G-Kill - Freestyle part.1 (sur le street album de G-Kill, Naufragé du temps)
- 2005 : Tandem feat. Tunisiano, Kazkami, Faf Larage, Lino, Diam's & Kery James - Le jugement (sur l'album de Tandem, C'est toujours pour ceux qui savent)
- 2005 : Sniper - Encore (sur la compilation Rap performance)
- 2005 : Aketo - Un délire de jeunesse (sur la compilation Ma conscience)
- 2005 : Tunisiano - Gravé dans l'instru (sur la compilation Ma conscience)
- 2005 : Tunisiano feat. Sinik, Kool Shen, Zoxea, Nysay & Iron Sy - Ma conscience (sur la compilation Ma conscience)
- 2005 : Aketo feat. Larme Amer - L'équipe est de sortie (sur la compilation Rap indé)
- 2005 : Tunisiano - Zinc (sur la compilation Patrimoine du ghetto)
- 2005 : 113 feat. Blacko - Un jour de paix (sur l'album du 113, 113 degrés)
- 2005 : F.B.I. feat. Blacko - Jump (sur l'album du F.B.I., La loi du talion)
- 2005 : Bakar feat. Sniper - On revient choquer la France (sur le street album de Bakar, Pour les quartiers)
- 2005 : N'Dal feat. Aketo & Kazkami - 3 timbre 2 voix (sur le street album de N'Dal, Graine de taulard)
- 2005 : N'Dal feat. Aketo, Ferdy, Sid, Kazkami & Belek - Freestyle (sur le street album de N'Dal, Graine de taulard)
- 2006 : Kazkami feat. Blacko & Dadoo - Victimes des circonstances (sur le street album de Kazkami, Tempête providentielle)
- 2006 : L'Skadrille feat. Sniper - Bons moments (sur l'album de L'Skadrille, Nos vies)
- 2006 : Sinik feat. Tunisiano - Un monde meilleur (sur l'album de Sinik, Sang froid)
- 2006 : Sniper feat. Scred Connexion - Sirocco (sur la compilation Police)
- 2006 : Tunisiano - Mes mots (sur la compilation Illegal Radio)
- 2006 : Blacko feat. Krys - Être un homme (sur l'album de Krys, La voix du ghetto)
- 2006 : Apash feat. Tunisiano - Un bon son pour une bonne cause (sur le street album d'Apash, Un bon son pour une bonne cause)
- 2006 : Blacko - Victimes des circonstances (sur la compilation Insurrection)
- 2006 : Tunisiano - État des lieux
- 2006 : Sniper Feat Rim'K & Idir - D'où je viens (sur la compilation Rai'N'B Fever Vol.2)
- 2007 : Sniper - Quoi qu'il arrive (sur la B.O. du film Taxi 4)
- 2007 : Tunisiano - Rien à foutre (sur la B.O. du film Taxi 4)
- 2007 : Sniper - Le goût du sang (sur la B.O. du film Scorpion)
- 2007 : Soprano Feat Blacko - Ferme les yeux et imagine-toi (sur l'album de Soprano, Puisqu'il faut vivre)
- 2007 : Two Naze feat. Sniper - L'angoisse d'une mère (sur l'album de Two Naze, C'est d'la balle)
- 2007 : Tunisiano feat. Taro G, La Mèche, Mood et Alonso - Morts pour rien (sur la compilation Morts pour rien)
- 2007 : Sniper feat. Jérome Prister - Say You'll Be Remix
- 2007 : Dragon Davy Feat Blacko - Leur France (sur la mixtape de Dragon Davy, J'arrive)
- 2007 : Sidi-O Feat Aketo & Flynt - Mille fois dans le même trou (sur l'album de Sidi-O, Extrait d'amertume)
- 2007 : 6 Coups Mc Feat Sniper & Sefyu - Style certifié (sur le street album de 6 Coups MC, À prendre ou à laisser)
- 2007 : Remal Feat Blacko - Faya (sur l'EP de Remal, Le temps passe)
- 2007 : Melissa Feat Tunisiano - Jusqu'au bout (sur l'album de Melissa, Avec tout mon amour
- 2007 : Sniper - S.N.I.P.E.R. (sur la compilation Premier combat Vol.1)
- 2008 : Kazkami feat. Blacko - Violences (sur la compilation Fat taf 2)
- 2008 : Blacko feat. Jacky Brown - Liberté (sur la compilation Fat taf 2)
- 2008 : Zaho feat. Tunisiano - La roue tourne (sur l'album de Zaho, Dima)
- 2008 : Swift Guad feat. Aketo, Al K-Pote & Seth Gueko - Regard perçant (sur l'album de Swift Guad, Hécatombe)
- 2008 : Aketo feat. Eck Chichi & Keam - Pourtant (morceau inédit de la mixtape D'aketo Cracheur 2 Venin)
- 2008 : Dimé77 feat. Aketo - "Rien Ne S'efface" sur l'album en préparation de Dimé 77
- 2008 : N'Dal & Fis.L feat. Aketo - La vie est faite de (sur le street album D'N'dal & Fis'L Colis piégé II)
- 2008 : Tunisiano feat. Kelly Rowland - Work Remix (sur la compilation Paris/Oran/New York 4)
- 2008 : Luxen feat.Aketo - État d'esprit (sur l'album Mentalité Bagdad de Luxen)
- 2008 : Al K-Pote feat. Aketo, Kamelancien et Mohammed Lamine - Souvenir du bled (sur l'album L'empereur d'Alkpote)
- 2008 : Sheeva feat. Aketo - Blacklist (version non mixée)
- 2008 : Aketo feat. Cheb Hocine - Hedouni le bledi (sur la compilation Rai Rnb Mix party 2008 de DJ Kim)
- 2008 : Aka feat. Aketo - Debarquement de Cassos (sur la compilation Departement 95)
- 2008 : Tunisiano - Arrête-moi si tu peux (sur la B.O. du film Mesrine)
- 2008 : Tunisiano feat. Reda Taliani - Ca passe ou ca casse (sur la compilation Rai'N'B fever Vol.3)
- 2008 : Aketo feat. Cheba Maria & Cheb Amar - Ya denia (sur la compilation Rai'N'B fever Vol.3)
- 2009 : Kamelancien feat. Tunisiano, Ol' Kainry, Mac Kregor et Jango Jack - T'étais où Remix (sur l'album de Kamelancien, Le deuxième frisson de la vérité)
- 2009 : 1Kizition feat. Aketo - Ambiance électrique (de l'album D'1Kizition, D'hier à aujourd'hui)
- 2009 : Aketo feat. Kazkami - L'heure des choix (sur la compilation Affaire de famille)
- 2009 : Tunisiano feat. Chaba Zahouania - La corniche (sur la compilation Puissance Rap 2009)
- 2009 : Aketo feat. 1kizition & AP - On Marche Dans L'ombre (sur la compilation Puissance Rap 2009)
- 2009 : Aketo Feat Dany Boss - On est là (sur la compile de Kapone BlackList, Zone Interdite)
- 2009 : Fatale Clique feat. Aketo - Besoin d'espoir (sur le street album de la Fatale Clique, Réussir ou crever)
- 2009 : Tunisiano - Est-ce que j'ai la côte ? (sur la compilation Les yeux dans la banlieue Vol.2)
- 2009 : Aketo feat. Brahi - La vérité en face (sur la compilation Les yeux dans la banlieue Vol.2)
- 2009 : Six Coups MC feat. Ikbal & Tunisiano - Définition de ma dalle
- 2009 : Sniper feat. TLF - Le meilleur reste à venir (sur la compilation Talents fâchés Vol.4)
- 2009 : Tunisiano feat. Chakuza - Le lavage de cerveau (sur la compilation La Connexion)
- 2010 : Youssoupha feat. Tunisiano, Ol' Kainry, Médine et Sinik - Apprentissage Remix
- 2010 : Aketo feat. Keh-Mey - C'est notre musique (sur la compilation Galactik Beat 2)
- 2010 : Mister You feat. Tunisiano - Ca sort du zoogataga (sur le street album de Mister You, Mec de rue)
- 2010 : Aka feat. Tunisiano - Maillot jaune (sur l'album d'Aka, La Maladie de la haine)
- 2011 : Médine feat. Tunisiano, Mac Tyer, Rim'K, Keny Arkana, La Fouine, Salif & Ol Kainry - Téléphone arabe (sur la compilation Table d'écoute Vol.2)
- 2011 : Youssoupha feat. Sniper, Monsieur R et Ekoué - Menace de mort
- 2012 : La Fouine feat. Sniper, Niro, Youssoupha, Canardo, Fababy et Sultan - Paname Boss (sur l'album de La Fouine, Drôle de Parcours)
- 2012 : Souldia feat. Sniper - Maintenant ou jamais (sur l'album de Souldia, Les origines du mal)